# Аббатство Линдау

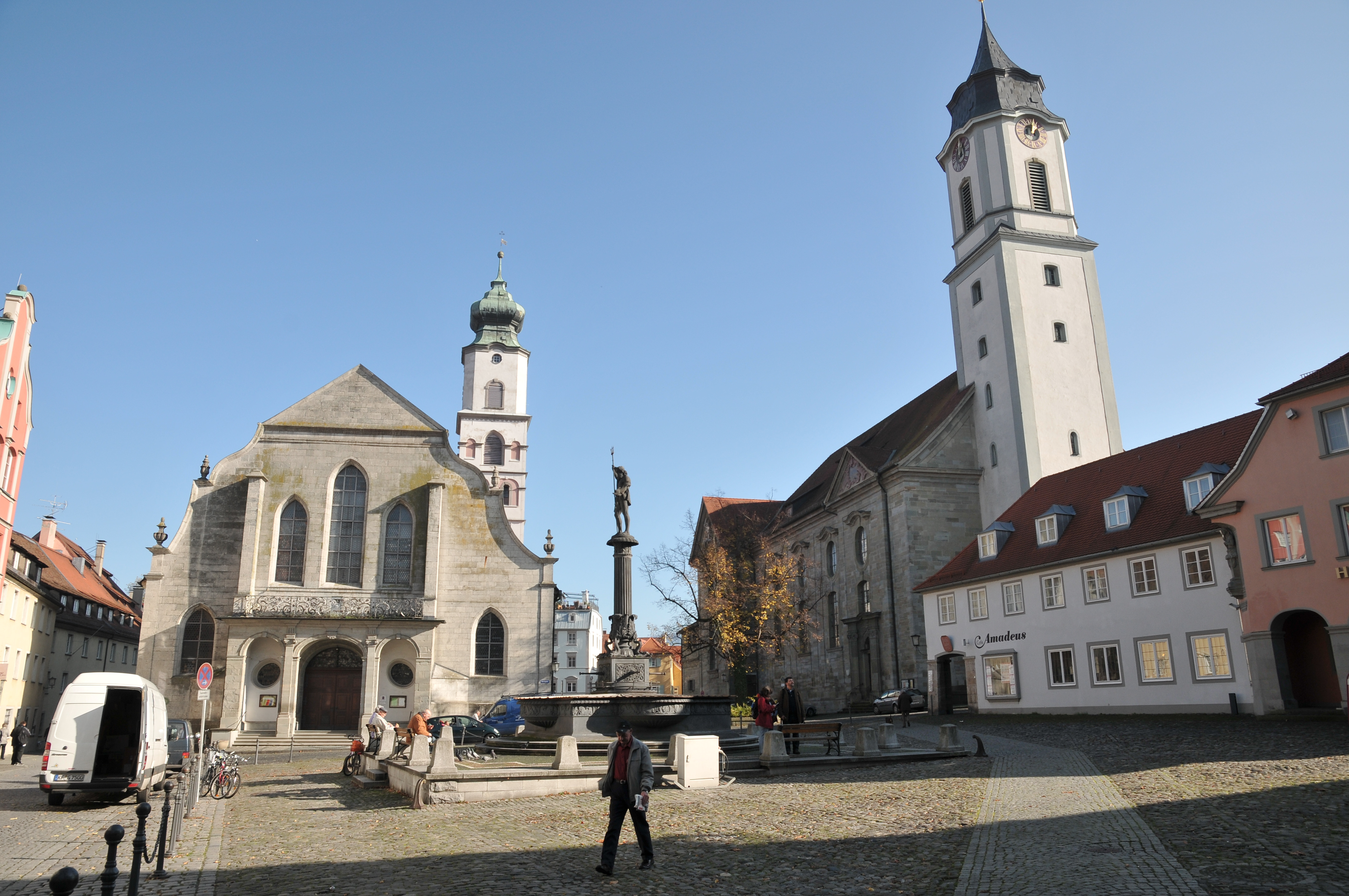
Аббатство Линдау в 2008 году.

Аббатство Линдау (нем. Reichsstift Lindau) — аббатство в исторической части Линдау.
Первые упоминания о монастыре Девы Марии на острове в Боденском озере относятся к началу IX века. Одноимённый город образовался и развивался около него. С 1268 года монастырь стал одним из центров бегардов.
В 1466 году францисканский монастырь получил статус имперского аббатства (Швабский округ). Однако, уже в 1528 году принял Реформацию. В 1728 году аббатство пострадало от пожара, после восстановления в ансамбль были внесены элементы стиля барокко и рококо, также построена церковь Девы Марии. В 1802 году аббатство было секуляризировано, с 1803 года стало графством, принадлежало Австрии. Баварии территория Линдау была возвращена в результате обмена венгерских и богемских земель в 1804-1806 годах.
Сегодня аббатство расположено у рыночной площади Линдау. Церковь Девы Марии — католическая. Территория монастыря ныне является главной достопримечательностью города.